# Athanasios Tsakiris
Athanasios „Thanasis“ Tsakiris (griechisch Αθανάσιος „Θανάσης“ Τσακίρης, * 15. Januar 1965 in Drama) ist ein griechischer Skilangläufer und Biathlet. Tsakiris ist eines der „Urgesteine“ des Biathlonsports. Seine ersten von fünf Olympischen Winterspiele lief er 1988 in Calgary noch als Skilangläufer. Hinzu kommen Teilnahmen an diversen Biathlon-Weltmeisterschaften von 1989 in Feistritz bis 2008 in Östersund.
Athanasios Tsakiris lebt und trainiert in Drama und tritt für EOS Dramas an. Der Sportlehrer, der sich selbst trainiert, ist verheiratet, hat zwei Kinder und spricht Deutsch. Zunächst war er Langläufer. Als solcher gehörte er seit 1983 zum griechischen Nationalkader und nahm 1988 in Calgary an den Olympischen Spielen teil. Über 15 Kilometer belegte er den 72., über 30 Kilometer den 76. Platz. Zur Saison 1988/89 wechselte er zum Biathlon, tritt aber auch immer wieder, vor allem seit der zweiten Hälfte der 2000er Jahre, in Langlauf-Wettkämpfen an. Sein erstes Rennen bestritt der Grieche bei einem Sprint in Les Saisies, wo er 75. wurde. Noch in derselben Saison startete Tsakiris bei der WM 1989 in Feistritz. Dort kam er im Einzel auf den 71. Platz. Bei seinen zweiten Olympischen Spielen 1992 von Albertville trat er erstmals im Biathlon an und wurde 79. im Sprint und 42. des Einzels. Zudem wurde der Grieche in der 4-mal-10-Kilometer-Langlaufstaffel eingesetzt und wurde mit ihr 16. In der Folgezeit hatte er seine beste sportliche Phase. In der Saison 1993/94 wurde Tsakiris zunächst 38. eines Sprints in Pokljuka, wenig später lief er beim Einzel der Olympischen Winterspiele 1994 in Lillehammer auf den 37. Platz. Es war zugleich Tsakiris' bestes Weltcup-Ergebnis. Bei seinen dritten Olympischen Winterspielen 1998 von Nagano auf die Ränge 65 im Einzel und 58 im Sprint. Nach den Spielen beendete der Grieche zunächst seine Karriere.
Ende 2005 wagte Tsakiris zunächst ein Comeback im Skilanglauf. Er trat hier in FIS-Rennen und im Rahmen des Alpen-Cups an, erreichte aber keine nennenswerten Resultate. Zum Ende der Saison 2005/06 startete der Grieche auch wieder im Biathlon-Europacup und begann in Gurnigel mit einem achtbaren 16. Platz im Sprint. Zur Saison 2006/07 tritt er auch wieder im Weltcup an. Bei den Biathlon-Weltmeisterschaften 2007 in Antholz konnte er mit Rang 84 im Einzel ebenso wie 2008 in Östersund mit den Rängen 83 in Einzel und Sprint Achtungserfolge erzielen und war damit jeweils bester griechischer Starter. Wurde er bei den Skilanglauf-Balkan-Meisterschaften 2007 in Mavrovo über 10 Kilometer noch Zweiter und verpasste über 5 Kilometer als Viertplatzierter eine Medaille, gewann er ein Jahr später in Metsovo bei den griechischen Meisterschaften den Titel über 30 Kilometer.
Athanasios Tsakiris nahm an den Olympischen Winterspielen 2010 teil. Im Einzel wurde er 80. Er war nach Hubertus von Hohenlohe der zweitälteste Teilnehmer in Vancouver. Mit 45 Jahren und 34 Tagen war er bei seinem letzten Start der älteste Biathlet, der je an Olympischen Spielen teilnahm. Wie schon vier Jahre zuvor nahm auch seine Tochter Panagiota Tsakiri als Biathletin an den Spielen teil.

## Biathlon-Weltcup-Platzierungen
Die Tabelle zeigt alle Platzierungen (je nach Austragungsjahr einschließlich Olympische Spiele und Weltmeisterschaften).
- 1.–3. Platz: Anzahl der Podiumsplatzierungen
- Top 10: Anzahl der Platzierungen unter den ersten zehn (einschließlich Podium)
- Punkteränge: Anzahl der Platzierungen innerhalb der Punkteränge (einschließlich Podium und Top 10)
- Starts: Anzahl gelaufener Rennen in der jeweiligen Disziplin

| Platzierung                      | Einzel | Sprint | Verfolgung | Massenstart | Staffel | Gesamt |
| -------------------------------- | ------ | ------ | ---------- | ----------- | ------- | ------ |
| 1. Platz                         |        |        |            |             |         |        |
| 2. Platz                         |        |        |            |             |         |        |
| 3. Platz                         |        |        |            |             |         |        |
| Top 10                           |        |        |            |             |         |        |
| Punkteränge                      |        |        |            |             | 2       | 2      |
| Starts                           | 22     | 21     |            |             | 2       | 45     |
| Stand: nach der Saison 2011/2012 |        |        |            |             |         |        |